# سنهایزر
سنهایزر (به آلمانی: Sennheiser) (‎/ˈzɛnhaɪzər/‎, تلفظ آلمانی: [zɛnˈhaɪ̯zɐ]) یک شرکت صوتی خصوصی آلمانی است که متخصص در طراحی و تولید طیف گسترده‌ای از محصولات با کیفیت بالا از جمله میکروفون، هدفون، لوازم جانبی تلفن و هدستهای هوانوردی برای کاربردهای شخصی، حرفه ای و تجاری است. دفتر مرکزی این شرکت درودمارک نزدیک هانوفر واقع شده است و شرکت در بیش از ۵۰ کشور در سراسر جهان نمایندگی دارد.
این شرکت آلمانی در سال ۱۹۴۵ توسط فریتز سنهایزر (Fritz Sennheiser) تأسیس شد و هنوز هم یک تجارت خانوادگی مستقل است. از سال ۲۰۱۳، دنیل سنهایزر و آندریاس سنهایزر به عنوان مدیرعامل شرکت شناخته می‌شوند. آنها سومین نسل از خانواده سنهایزر هستند که این شرکت را رهبری می‌کنند. طبق آمار خود شرکت، گروه سنهایزر حدود ۲۸۰۱ کارمند در سراسر جهان دارد. در سال ۲۰۱۹، کل گردش مالی شرکت بالغ بر ۷۵۶٫۷ میلیون یورو برآورد شده است.

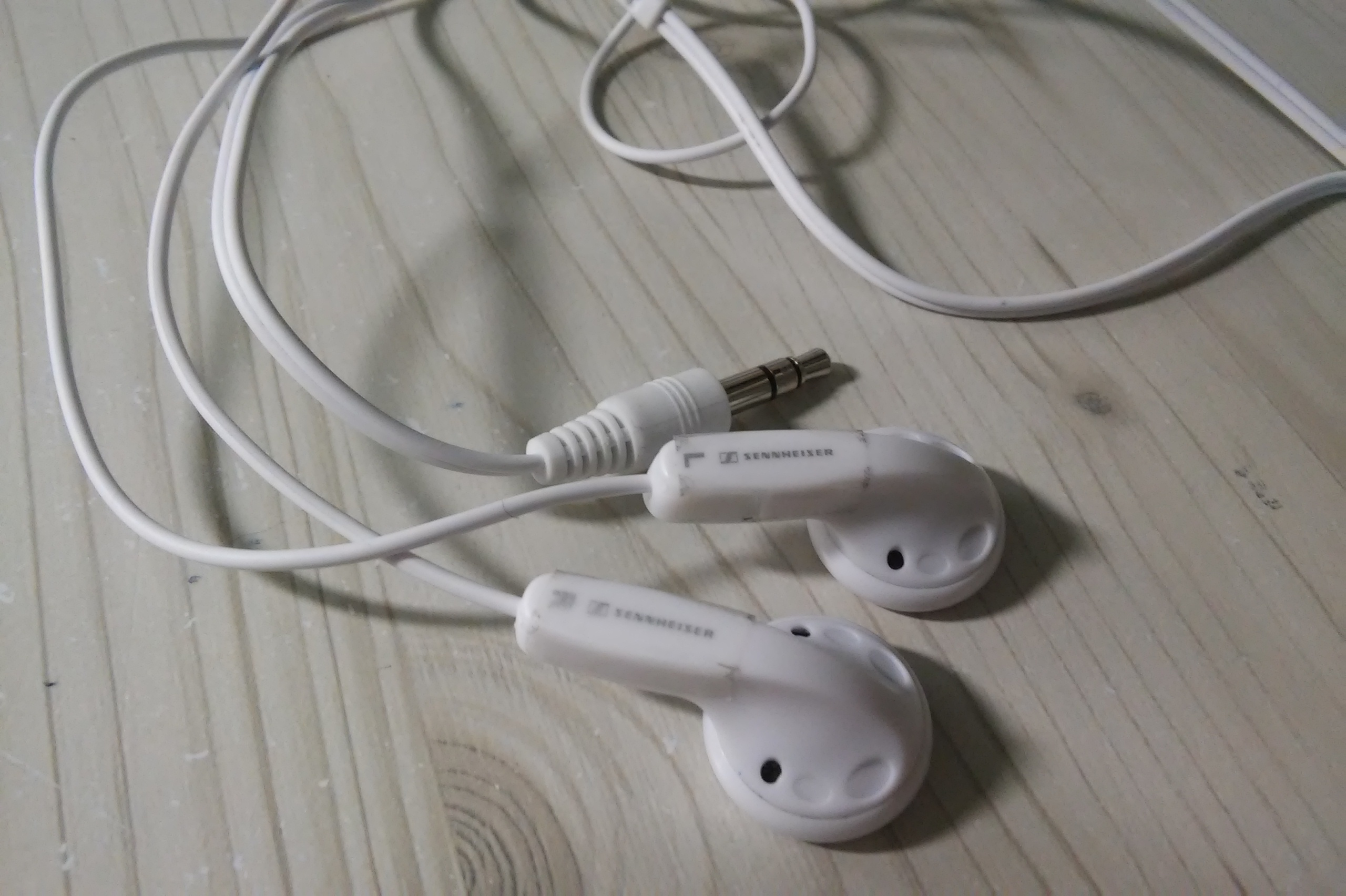
هندزفری سنهایزر مدل MX400ii